# Karolinka (Czechy)
Karolinka – miasto w Czechach, w kraju zlinskim, w powiecie Vsetín. Według danych z 31 grudnia 2003 powierzchnia miasta wynosiła 4 215 ha, a według danych z 1 stycznia 2023 r. liczba jego mieszkańców 2419 osób.
Początkowo nazywała się "Karolinina Huť", czyli "Huta Szkła Karoliny" i stanowiła część miejscowości Nový Hrozenkov.
W mieście znajduje się Muzeum Szklarstwa Karolinka (cz. Muzeum sklářství Karolinka). Jego ekspozycje przedstawiają historię tutejszego przemysłu szklarskiego. Znajdują się na nich m.in. zbiory wyrobów szklanych, prezentujących wysoki poziom techniczny i artystyczny miejscowych mistrzów szklarskich. W galerii Muzeum można podziwiać kolekcję dzieł malarskich i rysunków, dokumentujących życie i pracę dawnych szklarzy.

## Demografia
| Rok             | 1970  | 1980  | 1991  | 2001  | 2003  | 2023  |
| --------------- | ----- | ----- | ----- | ----- | ----- | ----- |
| Liczba ludności | 2 652 | 2 862 | 2 959 | 2 894 | 2 916 | 2 419 |

Źródło: Czeski Urząd Statystyczny